# Suntop Lookout
Le Suntop Lookout est une tour de guet du comté de Pierce, dans l'État de Washington, dans le nord-ouest des États-Unis. Situé à 1 607 mètres d'altitude au sommet du Sun Top, dans la chaîne des Cascades, il est protégé au sein de la forêt nationale du mont Baker-Snoqualmie. Construit en 1933, il est inscrit au Registre national des lieux historiques depuis le 14 juillet 1987.